# Битка код Каре
Битка код Каре се одиграла 53. п. н. е. и била је одлучујућа победа партског војсковође Сурене над римским војсковођом Марком Лицинијем Красом. Њихове војске су се сусреле покрај данашњих рушевина града Харана у модерној Турској.

## Политичка позадина у Риму
Рат у Партском краљевству је резултат политичких договора Првог тријумвирата између Марка Краса, Помпеја и Јулија Цезара. У марту и априлу 56. п. н. е. одржани су састанци у Равени и Луци, у Цезаревој провинцији Галији, у циљу учвршћења пољуљаног партерства створена четири године раније. Договорено је да ће чланови тријумвирата помагати један другом у одржавању политичке моћи и утицаја; Цезарове контроле над Галијом уочи избора 55. п. н. е., односно заједничке Красове и Помпејеве друге кандидатуре за римског конзула. Договор је укључивао међусобну војну, финансијску и политичку подршку. Након успеха на римским политичким изборима, договорено је да Помпеј управља хиспанским провинцијама, док је Красу припала контрола над Сиријом, што је имплицирало укључивање у рат против Партског краљевства.
Екстремно богати Марко Крас имао је око шездесет година када је одлучио да се упустити у сукоб с Партима. Антички историчари попут Плутарха често истичу Красову похлепу као главни мотив за ратовање Иако је био најбогатији човек античког доба, није стекао војну репутацију у Риму, упркос успешном гушењу Спартакове побуне робова. Плутарх спомиње како је сам Цезар дао моралну подршку Красовом настојању на нападне Парте, оцењујући такав поход респектабилним и нимало конкурентским његовим личним војним походима. Цицерон пак додаје још један разлог; Красову амбицију да победом над Партима изједначи војну славу с Цезаром који је успешно покорио Галију
Неки Римљани су се бунили против рата с Партима. Цицерон је тај поход назвао "nulla causa" (ратом без оправдања), јер Партско краљевство није било претња Риму. Против похода се бунио и трибун Атеиј Капито, који се јавно гнушао против те опције.
Упркос критикама, Марко Крас је напустио Рим 14. новембра 55. п. н. е. и запутио се на исток, где му се у Сирији током зиме 54.-53. п. н. е. прикључио и његов син, који је довео хиљаде келтских коњаника из Галије који су били одани младом вођи све до своје смрти.

## Припреме за рат
Крас је стигао у Сирију крајем 55. п. н. е. и одмах је почео да троши свој огромни капитал на стварање сопствене војске. Уз помоћ хеленистичких насеља у Сирији и јерменског краља Артавасдеса II, Крас је кренуо на Партско краљевство. Артавасдес му је саветовао да крену кроз Јерменију да би избегли пустиње, али је Крас тај предлог одбио. Као одговор, партски краљ Ород II је поделио снаге и повео већину своје војске, углавном пешадијске стрелце и мањи део коњице, на север да казни Јермене. Остатак војске који су чинили углавном коњаници послао је да извиди, успори или уништи Красову војску. Тај остатак војске водио је генерал Сурена, који се суочио с римском војском у близини града Каре (Харана). Иако су римски војници били деморализовани због вруће климе, били су четири до пет пута бројнији од партских војника.

## Битка
Партска војска од 1.000 катафракта (тешка коњица) и 9.000 стрелаца на коњима сусрела се с Римљанима код Харана. Те снаге ипак нису били део главне партске војске која је кренула у Јерменију под вођством краља Орода II, већ помоћна војска која је требало да извиђа и успорава римско напредовање, или да порази Римљане у случају да буду довољно слаби. Красова коњица се пробила на челу римске војске и сукобила се са катафрактима, али инфериорно римско оружје није успевало да пробије тешке оклопе партске коњице. Римска коњица које је бројчано било чак четири пута већа од партске убрзо је потпуно уништена, заједно с Красовим сином Публијем који је убијен. 
Истовремено су партски стрелци на коњима окружили римске легије и засипали их стрелама. Крас је брзо поставио своје легије у формацију великог шупљег четвероугла да би спречио знатно мобилније партске снаге да пробију римска крила. Генерал Сурена је наредио својим тешким коњаницима да сакрију оклопе испод одеће, па су приликом напада на легионаре катафракти према договореном сигналу истовремено открили своје светле оклопе. 
Сурена је био задивљен малим учинком на морал римских снага и проценио је да катафракти неће бити довољни да се разбију римске формације. Зато је послао своје стрелце на коњима да засипају легионаре кишом стрела држећи се на сигурној удаљености. Крас је на то поставио легије у "формацију корњаче" да би спречио да партске стреле рањавају његове војнике. Већина одапетих стрела није била смртоносна за Римљане, али су их рањавале. Ипак, дуготрајна опсада, мобилност партских снага, количина испаљених стрела и технологија композитног лука довели су до смрти хиљада римских легионара.
Красов план је био да заштити своје легионаре од стрела све док стрелци на коњима не остану без стрела После неколико часова, легионари су почели да падају због врућине, жеђи и истрајних напада партских стрелаца. Римљани су коначно били потпуно опкољени. Формација корњаче је деловала као ефикасна одбрана, али није имала никакав офанзивни учинак против мобилне партске коњице. То је дало Сурени повод за директни напад катафрактима на римске снаге, које су убрзо преполовљене након чега су се дале у паничан бег. Крас је био у прилици да побегне, али је безуспешно покушао да се упустити у преговоре с Партима, па је коначно и он убијен. 
Неки извори тврде да су Парти сипали истопљено злато у Красово грло, као знак презира према његовој похлепи. На крају, био је то један од највећих римских пораза у историји; губици су били око 20.000 мртвих војника, док је већина остатка заробљена. Парти су имали минималне губитке.

## Последице
Рим је био осрамоћен овим поразом, а горчина пораза била је још већа зато што су у руке Парта пали римски војни симболи (легионарски орлови). Плутарх спомиње како су Парти након заробљавања обукли Красу женску одећу и парадирали с њим кроз цело краљевство. Ипак, вероватно је да се ради само о римској пропаганди. 
Ород II, који је у Јерменији водио главнину партске војске, поразио је Јермене и освојио њихову земљу. Ипак, велики Суренов успех изазвао је љубомору и страх код партског краља, који је наредио да га погубе. После Суренове смрти, Ород II је водио војне експедиције у Сирију, али оне нису донеле успех. Битка код Харана била је једна од првих главних битака између Римљана и Парта. Битка је такође створила мит како се римска војска не може супротставити партијској, што су оповргле касније римске победе у појединим биткама.
Неколико векова пре ове битке и Римљани и остали су били уверени како је римска војска незаустављива, јер до тада су успешно освојили и апсорбовали сваку земљу која им се супротставила. После битке код Харана, римска репутација је значајно опала, барем у погледу истока. Након битке, Рим ће још седам векова водити неодлучан рат против иранских династија Парта и Сасанида, у коме ниједна страна није успела да освоји или покори другу.

## У популарној култури
Римски војници заробљени у бици код Каре су протагонисти Ranks of Bronze, научно-фантастичне приче америчког аутора Дејвида Дрејка из 1979. (објављене у часопису Sirius), а која је касније проширена у роман.